# Província Oriental (Seri Lanca)

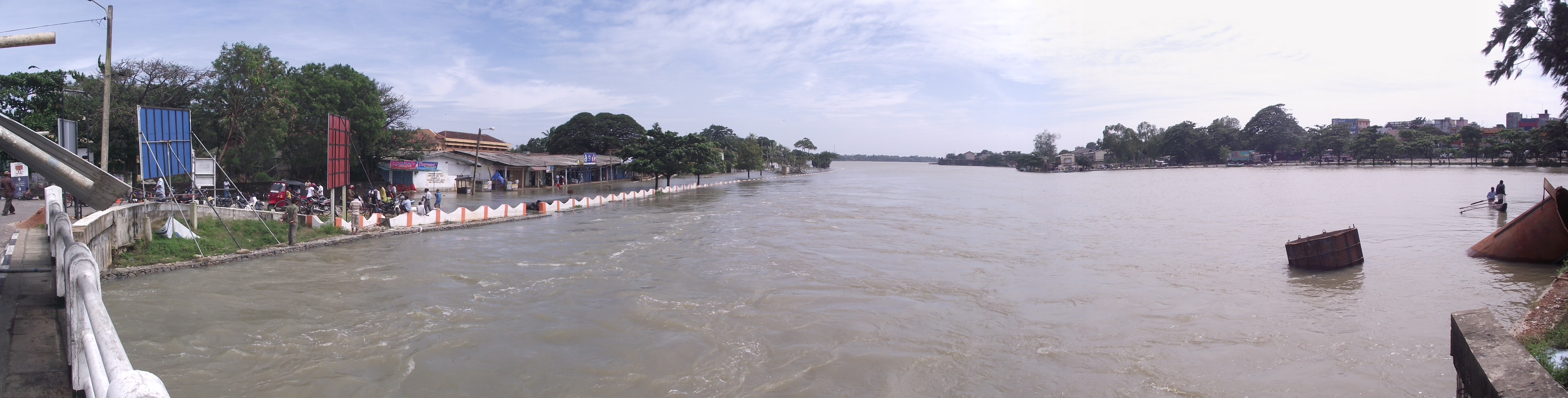
Cheia na Laguna Batticaloa

A Província Oriental (tâmil: கிழக்கு மாகாணம் cingalês: Negenahira Palata) é uma província do Seri Lanca. A sua capital é a cidade de Trincomalee. A sua população é dividida entre tâmeis, muçulmanos e cingaleses. Foi criada em 1 de janeiro de 2007.

## Mapas
- «Searchable Map of Sri Lanka»